# 亞伯

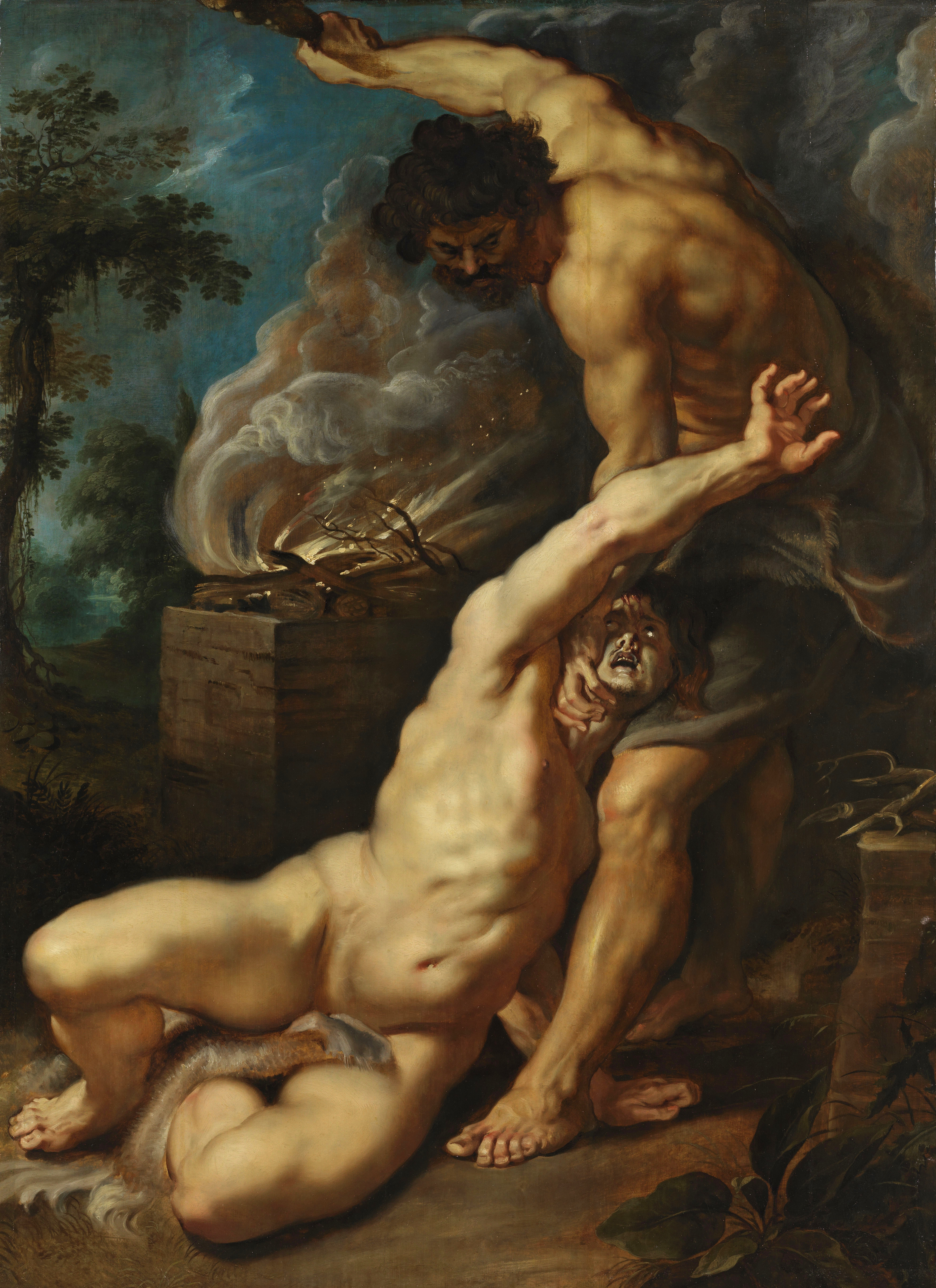
彼得·保羅·魯本斯繪《該隱殺死亞伯》，(1608)倫敦大學科陶德藝術學院藏

亞伯（希伯來語：הֶבֶל），天主教思高本譯作亞伯爾，是聖經人物，該隱之弟，亞當和夏娃的次子。
亞伯在《創世紀》第4章第2至16節中出現。
他是一個牧羊人，他從羊群中選出頭胎最好的小羊獻祭給上帝，上帝接受他的祭品卻沒有接受哥哥該隱。該隱因忌妒而發怒，把亞伯殺死，是為世界上第一件命案。亞伯是世界上第一個死亡的人。
亞歷山大禮將亞伯的瞻禮日定在12月28日。
位於敘利亞的納比哈比爾清真寺為獻給亞伯的清真寺；清真寺存有亞伯之墓。